# 斯洛文尼亞國旗
斯洛文尼亚国旗为白-蓝-红三色（泛斯拉夫颜色）旗帜，中间偏左侧附有斯洛文尼亚国徽。
该国旗于1991年6月25日斯洛文尼亚宣布脱离南斯拉夫当日制订，并于同年7月8日正式启用。
白（代表和平），蓝（代表合作），红（代表斗争）三色是包括斯洛文尼亚在内的绝大多数斯拉夫民族国家在国旗颜色上所采用色彩组合。白、蓝、红三色横条最早于1852年应用于斯洛文尼亚民族旗帜中。
国旗的标准制定在《斯洛文尼亚宪法》第六条、《斯洛文尼亚国徽、国旗与国歌法，斯洛文尼亚民族旗帜法》中得以确定。(Ur.l. RS, št. 67/1994, 14/1999 Odl.US: U-I-296/94).

## 歷史及其他旗幟

### 歷史國旗

卡尼奥拉公国
斯洛文尼亚人、克罗地亚人和塞尔维亚人国
南斯拉夫王國國旗
南斯拉夫社會主義聯邦共和國國旗
斯洛文尼亚国旗（无国徽）
斯洛文尼亚国旗（无国徽）
斯洛文尼亚社会主义共和国国旗

### 軍旗及政府旗、國籍旗、政黨旗

斯洛文尼亚总统旗帜
斯洛文尼亚总理旗帜
斯洛文尼亚国民议会主席旗帜
斯洛文尼亚国防部部长旗帜
斯洛文尼亚军队总参谋长旗帜
斯洛文尼亚游击队标志
斯洛文尼亚国家卫队旗帜
斯洛文尼亚政府旗和民船旗
斯洛文尼亚国籍旗（1995-1996）
斯洛文尼亞民主黨

### 建議國旗

斯洛文尼亚国旗建议案（1990年以前的独立的国旗）
斯洛文尼亚国旗建议案（1990年代的建议的国旗）
2003年被建議使用的新的斯洛文尼亞國旗的草案
2003年被否决使用的新的斯洛文尼亞國旗的草案

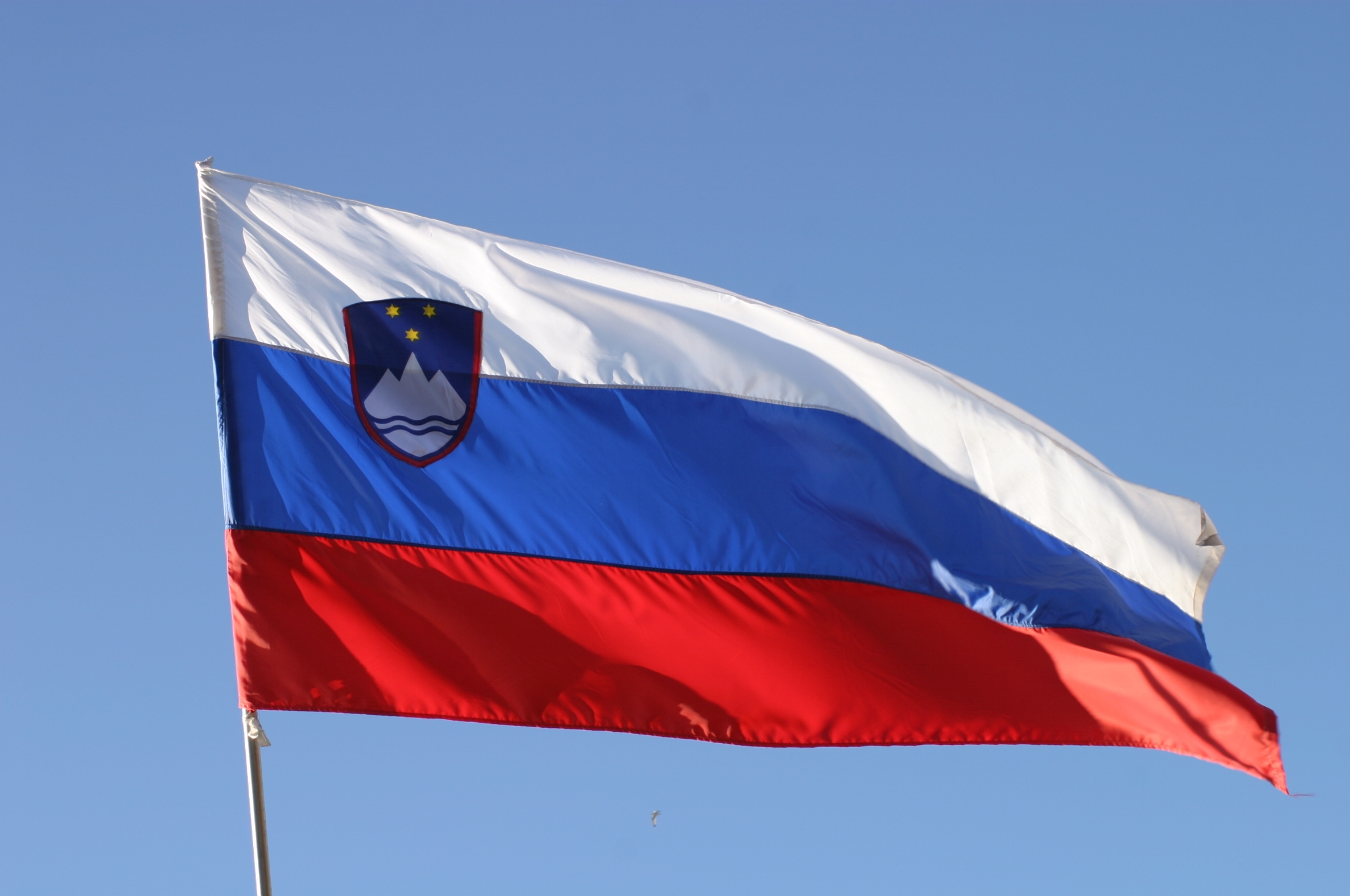
一面斯洛文尼亚国旗

2003年被否决使用的新的斯洛文尼亞國旗的草案